# Ash Priors
Ash Priors is een civil parish in het bestuurlijke gebied Somerset West and Taunton, in het Engelse graafschap Somerset met 155 inwoners.

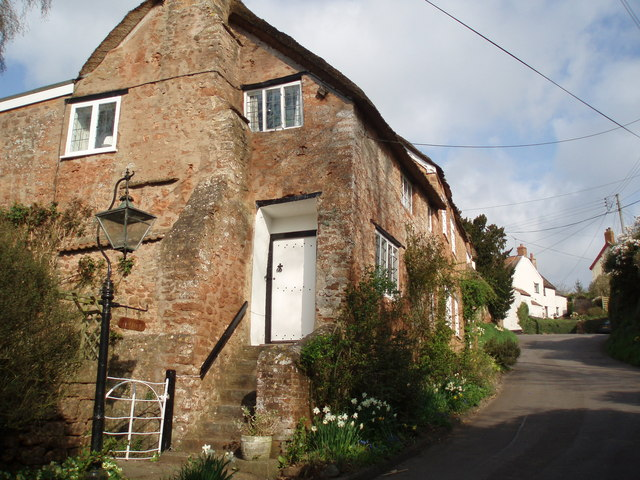
Ash Priors